# Комон л'Еванте
Комон л'Еванте (фр. Caumont-l'Eventé) насеље је и општина у северној Француској у региону Доња Нормандија, у департману Калвадос која припада префектури Баје.
По подацима из 2011. године у општини је живело 1373 становника, а густина насељености је износила 218,98 становника/km². Општина се простире на површини од 6,27 km². Налази се на средњој надморској висини од 245 метара (максималној 247 m, а минималној 125 m).

## Демографија
| 1962. | 1968. | 1975. | 1982. | 1990. | 1999. | 2011. |
| ----- | ----- | ----- | ----- | ----- | ----- | ----- |
| 1.134 | 1.172 | 1.178 | 1.135 | 1.145 | 1.192 | 1.373 |

График промене броја становника у току последњих година